# مات غودفري
مات غودفري (بالإنجليزية: Matt Godfrey)‏ مواليد 16 يناير 1981 في الولايات المتحدة، هو ملاكم محترف أمريكي بدأ مسيرته الاحترافية سنة 2004.

## إحصائيات
خاض خلال مسيرته 23 نزالا، فاز في 20 ولم يتعادل وخسر في 3. فاز بالضربة القاضية في 10 نزالا.

## وصلات خارجية
- مات غودفري على موقع بوكس ريك (الإنجليزية) (registration required)

- الموقع الرسمي